# Gunnar Nilsson (jurist)
Gunnar Nilsson, född den 23 mars 1898 i Bosjöklosters församling, Malmöhus län, död den 8 februari 1974 i Malmö, var en svensk jurist.
Nilsson avlade studentexamen i Lund 1915 och juris kandidatexamen 1919. Han påbörjade tjänstgöring 1924 i Hovrätten över Skåne och Blekinge, där han blev assessor 1928 och fiskal 1931. Nilsson var tillförordnad revisionssekreterare 1933, hovrättsråd i Hovrätten över Skåne och Blekinge 1935, revisionssekreterare 1936, ånyo hovrättsråd 1937–1965 och divisionsordförande 1946–1965, från 1947 med titeln lagman. Han innehade ett stort antal allmänna och enskilda uppdrag, bland vilka märks att han blev styrelseledamot i föreningen Sveriges hovrättsdomare 1939, ordförande i skiljenämnd enligt järnvägstrafikstadgan 1942, vice ordförande i kyrkofullmäktige i Malmö 1943, ledamot av stadsfullmäktige i Malmö 1947, av Sankt Petri församlings kyrkoråd 1952, lekmannaombud vid kyrkomötena 1951, 1953 och 1957 samt huvudman i Malmö sparbank Bikupan 1961. Nilsson blev riddare av Nordstjärneorden 1938, kommendör av andra klassen av samma orden 1951 och kommendör av första klassen 1958.